# Stazione di Classe
La stazione di Classe è una stazione ferroviaria a servizio di Classe, frazione del comune di Ravenna. Si trova sulla linea Ferrara-Rimini.

## Storia
La stazione venne attivata l'11 dicembre 1899 in sostituzione di un'omonima fermata posta poco distante.

## Strutture e impianti
La gestione degli impianti è affidata a Rete Ferroviaria Italiana (RFI), mentre la pulizia e la manutenzione degli spazi aperti al pubblico è affidata al Comune.

### Fabbricati
Il fabbricato viaggiatori è una struttura in muratura a due piani. Il piano terra ospita la sede del Comitato Cittadino di Classe, la sala d'aspetto e locali tecnici non accessibili al pubblico. Il primo piano è adibito ad abitazione privata.

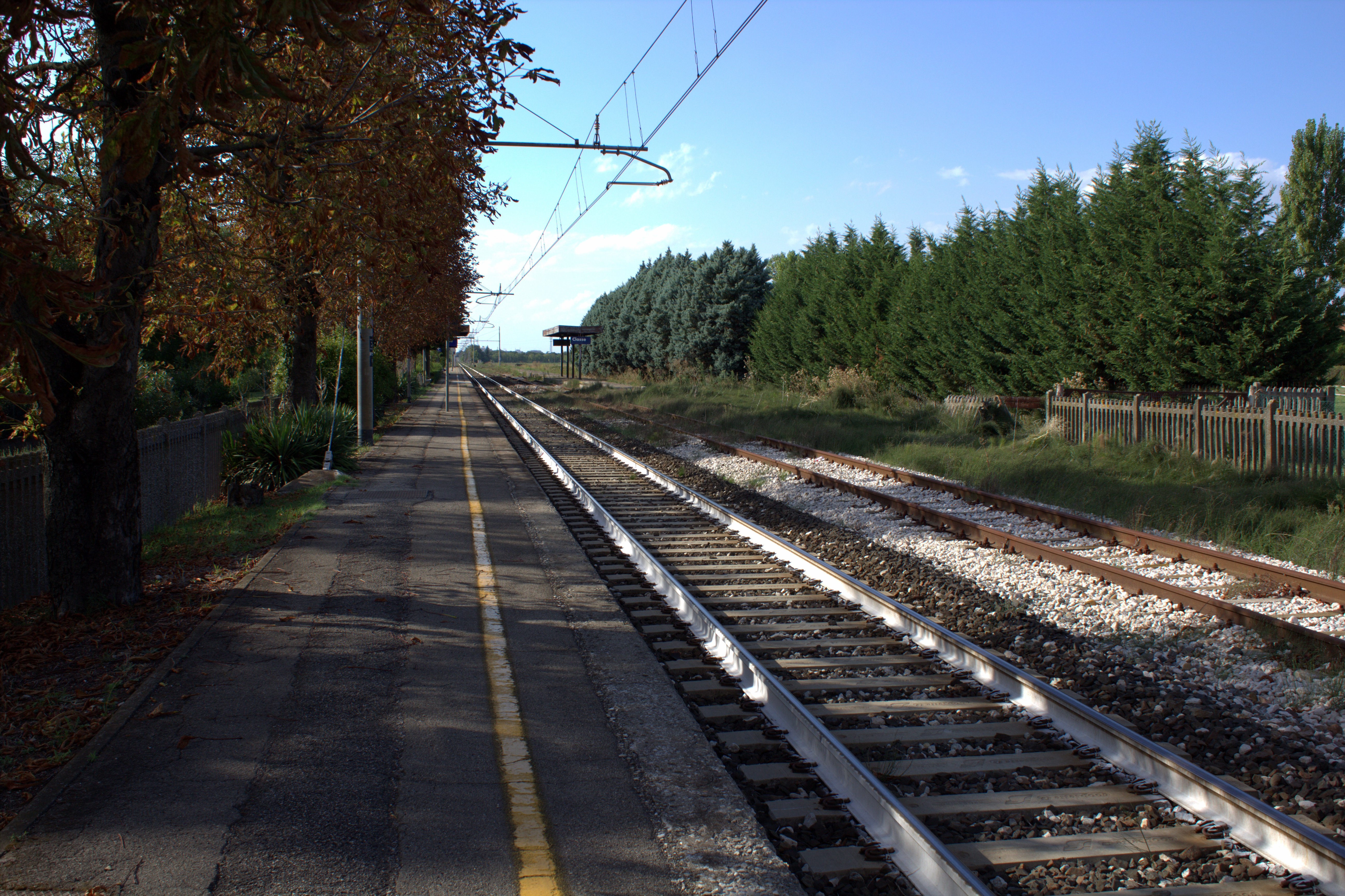
Binari della stazione di Classe.

Accanto al fabbricato viaggiatori è presente un piccolo edificio che ospita i servizi igienici, non più utilizzato.
La stazione dispone di un piccolo scalo merci, non più utilizzato.

### Piazzale binari
Attualmente la stazione dispone di un solo binario. Originariamente era dotata di 3 binari per il servizio passeggeri e 2 binari tronchi a servizio dello scalo merci. Il binario 2 e il relativo marciapiede, sono stati dismessi nel corso del 2011, rendendo la stazione non più atta a effettuare incroci e/o precedenze.

## L'ex raccordo e il museo
Dal binario 3 si diramava un binario di raccordo a servizio del vicino zuccherificio chiuso negli anni '80.
Il binario, sebbene tagliato dal tracciato, è ancora presente in alcuni tratti. Nell'area della pesa locomotive il comitato cittadino ha provveduto a riqualificare l'area creando il museo "Vecchia Pesa" e a collocare una locomotiva da manovra a vapore dell'epoca, restaurata.

## Movimento
La stazione è servita da treni regionali svolti da Trenitalia Tper nell'ambito del contratto di servizio stipulato con la regione Emilia-Romagna.
In totale sono circa trenta i treni che effettuano servizio in questa stazione, esclusivamente di categoria regionale.
La stazione è impresenziata; la circolazione dei treni è regolata dal Dirigente Centrale Operativo "DCO Romagna" con sede a Bologna Centrale.
A novembre 2019, la stazione risultava frequentata da un traffico giornaliero medio di circa 59 persone (33 saliti + 26 discesi).

## Servizi
La stazione è classificata da RFI nella categoria "Bronze".
I viaggiatori in partenza da Classe possono acquistare il biglietto direttamente a bordo del treno, senza alcun sovrapprezzo, rivolgendosi al capotreno; sono anche presenti due biglietterie automatiche.
- Biglietteria automatica
- Servizi igienici
- Sala d'attesa